# Vue de Mestre
Vue de Mestre est un tableau réalisé par le peintre italien Canaletto après 1755. De format horizontal, cette huile sur toile est un paysage urbain qui représente Mestre, à Venise, les habitants apparaissant dans une grande variété d'attitudes et activités. Acquise par Georges Bemberg en 1986, l'œuvre est conservée à la Fondation Bemberg, à Toulouse, dans la Haute-Garonne, en France. Elle a pour pendant la Vue de Dolo qui se trouve également dans ce musée d'art.

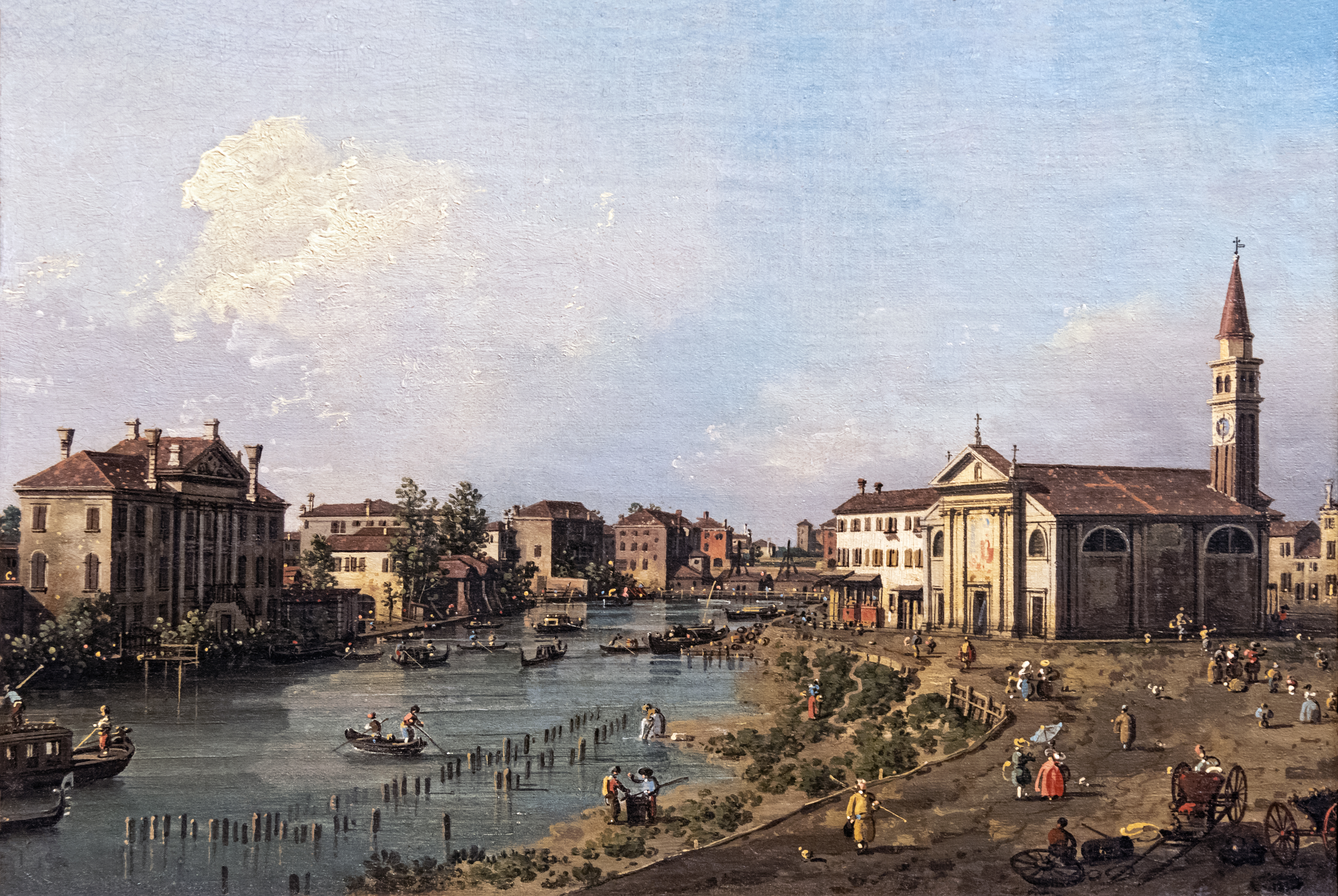
Vue de Dolo, après 1755 – Fondation Bemberg, Toulouse.